# Orden de Bohdán Jmelnitski

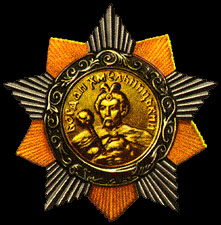
Orden de Bogdán Jmelnitski de 1.ª clase de la Unión Soviética.

La Orden de Bohdán Jmelnitski (en ruso: Орден Богдана Хмельницкого; en ucraniano: Орден Богдана Хмельницького) es una antigua condecoración soviética, y actualmente ucraniana, llamada así en honor al atamán del Hetmanato cosaco Bogdán Jmelnitski. La Orden soviética fue establecida el 10 de octubre de 1943 (durante la Segunda Guerra Mundial) por el Presídium del Sóviet Supremo de la URSS. Desapareció tras la caída de la Unión Soviética. Fue restablecida, esta vez como Orden ucraniana, por el presidente Leonid Kuchma para conmemorar el 50.º aniversario de la victoria en la Gran Guerra Patria, el 3 de mayo de 1995.

## Historia

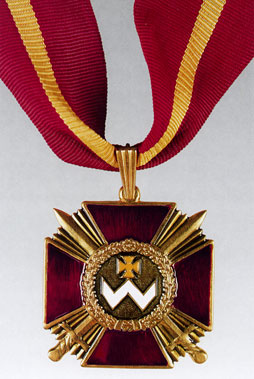
Orden de Bogdán Jmelnitski de 1.ª clase de Ucrania.

El general Nikita Jrushchov, el cineasta soviético Aleksandr Dovzhenko y el poeta Mykola Bazhán concibieron la idea de crear esta distinción. La Orden fue creada durante la Segunda Guerra Mundial para recompensar a miembros del Ejército Rojo y, a menudo, a combatientes de los Frentes ucranianos (casualmente tres de ellos fueron admitidos el 20 de octubre de 1943) por su excepcional servicio en operaciones de combate que llevó a la liberación del territorio soviético. La Orden de Bogdán Jmelnitski fue creada con tres clases. El general Alekséi Danilov se convirtió en el primer receptor de la 1.ª clase de la Orden.
Tras la disolución de la Unión Soviética la Orden fue suspendida. En 1995, Ucrania estableció su propia Orden con el mismo nombre que la soviética, para conmemorar el 50.º aniversario del fin de la II Guerra Mundial, cuyo diseño incorpora el escudo de Bogdán Jmelnitski.

## Descripción
La medalla de 1.ª clase recompensaba a comandantes del frente o ejército por la dirección exitosa de operaciones de combate que permitieron la liberación de una región o población, infligiendo graves daños al enemigo. 323 personas la recibieron. Entre las personas distinguidas que recibieron esta orden figuraban varios futuros Mariscales de la Unión Soviética, incluyendo personajes tales como Serguéi Biriuzov, Kiril Moskalenko, Matvéi Zajárov y Piotr Koshevói, entre otros.
La medalla de 2.ª clase era concedida a comandante de cuerpos de ejército, divisiones, brigadas o batallones por dañar la línea defensiva del enemigo o por una incursión en la retaguardia del enemigo. Se concedió a unas 2400 personas.
La 3.ª clase era otorgada a oficiales, comandantes partisanos, sargentos, cabos o soldados del Ejército Rojo y unidades partisanas por valor excepcional e ingenio conducentes a una victoria en batalla. Unas 5700 fueron recompensadas con esta categoría. La mayoría fueron soldados que lucharon en los Frentes ucranianos, así como partisanos ucranianos.

## Medallas y cintas de la Orden de Bogdán Jmelnitski de laUnión Soviética
| 1ª clase | 2ª clase | 3ª clase |
| -------- | -------- | -------- |
|          |          |          |
| Cinta    |          |          |
|          |          |          |

## Medallas y cintas de la Orden de Bogdán Jmelnitski deUcrania
| 1ª clase | 2ª clase | 3ª clase |
| -------- | -------- | -------- |
|          |          |          |
| Cinta    |          |          |
|          |          |          |